# Al final del arco iris
Al final del arco iris es una telenovela mexicana, dirigida por Alfredo Saldaña y producida por Ernesto Alonso para la cadena de televisión Televisa.
Es una historia original de María Zarattini y José Rendón.
Fue protagonizada por Olga Breeskin y Martín Cortés, con las actuaciones antagónicas de Miguel Palmer, Magda Guzmán, Víctor Junco, Javier Ruán, Angélica Chaín y Eduardo Liñán.

## Elenco
- Olga Breeskin - Elsa Rivera
- Martín Cortés - Juan José
- Magda Guzmán - Elvira Balmori
- Miguel Palmer - Pablo
- Miguel Manzano - Marcelo
- Úrsula Prats - Alejandra
- Víctor Junco - Federico
- Carmen del Valle - Estela
- Javier Ruán - Leopoldo Rivera «El pollo»
- Antonio Valencia - Esteban
- Roberto Antúnez - Asunción
- Ana Patricia Rojo - Caramelo
- Ramón Pons - Mauricio
- Angélica Chaín - Myriam
- Alba Nydia Díaz - Adriana
- Vicky de la Piedra - Guillermina «Mina»
- Susana Cabrera - Lucha
- Yolanda Liévana - Zuilma
- Carlos Espejel - «El chicles»
- José Chávez - Gregorio Pineda
- Carmen Cortés - Piedad
- Eduardo Liñán - Luis Ernesto Samper
- Sergio Zuani - Filemón
- Adalberto Martínez "Resortes"

## Equipo de producción
- Original de: María Zarattini y José Rendón
- Dirección y Realización: Alfredo Saldaña
- Productor: Ernesto Alonso

## Premios y nominaciones

### Premios TVyNovelas 1983
| Categoría                  | Nominado(a)   | Resultado |
| -------------------------- | ------------- | --------- |
| Mejor villana              | Magda Guzmán  | Nominada  |
| Mejor villano              | Miguel Palmer | Ganador   |
| Mejor revelación femenina  | Olga Breeskin | Nominada  |
| Mejor revelación masculina | Martín Cortés | Nominado  |

- Miguel Palmer se convirtió en el primer actor en recibir el premio TVyNovelas al mejor villano.

## Versiones
La verdad oculta es una versión de la telenovela El camino secreto producida por Televisa en 1986 (y por Emilio Larrosa) protagonizada por Daniela Romo y Salvador Pineda, basada en el argumento de Al final del arco iris de 1982 producida por Ernesto Alonso y protagonizada por Olga Breeskin y Martín Cortés; ambos argumentos fueron escritos por José Rendón.